# Udinese Calcio 2016-2017
Questa voce raccoglie le informazioni riguardanti l'Udinese Calcio nelle competizioni ufficiali della stagione 2016-2017.

## Stagione
Nella stagione 2016-2017 l'Udinese disputa il massimo campionato, raccoglie 45 punti che valgono il tredicesimo posto finale. La stagione inizia con il tecnico Giuseppe Iachini.
Ma già a inizio ottobre, dopo il rovescio interno (0-3) subito contro la Lazio, si cambia musica, puntando su Luigi Delneri, la squadra friulana risale la classifica, al giro di boa ha 25 punti, nel girone di ritorno ottiene altri 20 punti che la portano ad una tranquilla salvezza. In doppia cifra due giocatori bianconeri, con 12 reti il francese Cyril Thereau, con 10 centri il colombiano Duvan Zapata. Nella Coppa Italia Tim Cup scivolone interno dell'Udinese (2-3) con lo Spezia, all'esordio stagionale, il 13 agosto nel terzo turno.

## Divise e sponsor
Il fornitore tecnico per la stagione 2016-2017 è HS Football, mentre lo sponsor ufficiale è Dacia. Nell'ambito dei festeggiamenti per il centoventesimo anniversario del club, in occasione della sfida casalinga di campionato del 5 dicembre 2016 contro il Bologna, l'Udinese è scesa in campo con una speciale divisa celebrativa nerostellata, ispirata a quella vestita nel 1896 dalla progenitrice Società Udinese di Ginnastica e Scherma.
| Casa | Trasferta | Terza divisa | 120 anni |

## Organigramma societario
Area direttiva
- Presidente: Franco Soldati
- Vicepresidente: Stefano Campoccia
- Direttore sportivo: Nereo Bonato
- Team manager: Luigi Infurna

Area tecnica
- Allenatore: Giuseppe Iachini poi Luigi Delneri
- Preparatori atletici: Andrea D'Urso e Alessandro De Guidi
- Responsabile sanitario: dott. Aldo Passelli
- Medico sociale: dott. Lorenzo Segre

## Rosa
Ruoli e numerazione, tratti dal sito web ufficiale della società.
| N. |                      | Ruolo | Calciatore             |
| -- | -------------------- | ----- | ---------------------- |
| 1  | Grecia (bandiera)    | P     | Orestīs Karnezīs       |
| 2  | Mali (bandiera)      | D     | Molla Wague            |
| 3  | Brasile (bandiera)   | D     | Samir                  |
| 4  | Italia (bandiera)    | D     | Gabriele Angella       |
| 5  | Brasile (bandiera)   | D     | Danilo (capitano)      |
| 6  | Francia (bandiera)   | C     | Seko Fofana            |
| 7  | Colombia (bandiera)  | C     | Pablo Armero           |
| 8  | Ghana (bandiera)     | C     | Emmanuel Agyemang-Badu |
| 9  | Colombia (bandiera)  | A     | Duván Zapata           |
| 10 | Argentina (bandiera) | A     | Rodrigo de Paul        |
| 14 | Rep. Ceca (bandiera) | C     | Jakub Jankto           |
| 18 | Croazia (bandiera)   | A     | Stipe Perica           |
| 19 | Brasile (bandiera)   | A     | Ryder Matos            |
| 20 | Italia (bandiera)    | C     | Francesco Lodi         |
| 22 | Italia (bandiera)    | P     | Simone Scuffet         |

| N. |                      | Ruolo | Calciatore           |
| -- | -------------------- | ----- | -------------------- |
| 23 | Islanda (bandiera)   | C     | Emil Hallfreðsson    |
| 25 | Italia (bandiera)    | P     | Samuele Perisan      |
| 26 | Belgio (bandiera)    | C     | Sven Kums            |
| 27 | Svizzera (bandiera)  | D     | Silvan Widmer        |
| 30 | Brasile (bandiera)   | D     | Felipe               |
| 33 | Grecia (bandiera)    | C     | Panagiōtīs Kone      |
| 37 | Italia (bandiera)    | C     | Davide Faraoni       |
| 53 | Iraq (bandiera)      | D     | Ali Adnan Kadhim     |
| 75 | Francia (bandiera)   | D     | Thomas Heurtaux      |
| 77 | Francia (bandiera)   | A     | Cyril Théréau        |
| 95 | Brasile (bandiera)   | C     | Lucas Evangelista    |
| 96 | Brasile (bandiera)   | A     | Ewandro              |
| 98 | Australia (bandiera) | C     | Panagiotis Armenakas |
| 99 | Croazia (bandiera)   | C     | Andrija Balić        |

## Calciomercato

### Sessione estiva(dal 1º/7 al 31/8)
| Acquisti | Acquisti            | Acquisti            | Acquisti                   |
| R.       | Nome                | da                  | Modalità                   |
| -------- | ------------------- | ------------------- | -------------------------- |
| P        | Željko Brkić        | Carpi               | fine prestito              |
| P        | Samuele Perisan     | Udinese (primavera) | gratuito                   |
| P        | Simone Scuffet      | Como                | fine prestito              |
| D        | Gabriele Angella    | Watford             | gratuito                   |
| D        | Igor Bubnjić        | Carpi               | fine prestito              |
| D        | Agostino Camigliano | Trapani             | fine prestito              |
| D        | Pervis Estupiñán    | LDU Quito           | ?                          |
| D        | Melker Hallberg     | Hammarby            | fine prestito              |
| D        | Yrondu Musavu-King  | Granada             | gratuito                   |
| D        | Neuton              | Albacete            | fine prestito              |
| D        | Gabriel Silva       | Genoa               | fine prestito              |
| C        | Seko Fofana         | Manchester City     | definitivo (3.5 milioni €) |
| C        | Emanuel Insúa       | Newell's Old Boys   | fine prestito              |
| C        | Manuel Iturra       | Rayo Vallecano      | fine prestito              |
| C        | Jadson              | Santa Cruz          | fine prestito              |
| C        | Rodrigo de Paul     | Valencia            | definitivo (3 milioni €)   |
| C        | Sven Kums           | Watford             | prestito                   |
| C        | Piotr Zieliński     | Empoli              | fine prestito              |
| C        | Valerio Verre       | Pescara             | fine prestito              |
| C        | Gabriel Torje       | Ankaraspor          | fine prestito              |
| C        | Jaime Romero        | Real Saragozza      | fine prestito              |
| A        | Nico López          | Nacional            | fine prestito              |
| A        | Hamdi Harbaoui      | Lokeren             | gratuito                   |
| A        | Stipe Perica        | Chelsea             | definitivo (4 milioni €)   |
| A        | Ewandro             | San Paolo           | definitivo (3 milioni €)   |
| A        | Adalberto Peñaranda | Watford             | prestito                   |
| A        | Rodrigo Aguirre     | Perugia             | prestito                   |
| A        | Davide Marsura      | Brescia             | fine prestito              |
| A        | Antonio Vutov       | Cosenza             | fine prestito              |

| Cessioni | Cessioni            | Cessioni            | Cessioni                     |
| R.       | Nome                | a                   | Modalità                     |
| -------- | ------------------- | ------------------- | ---------------------------- |
| P        | Željko Brkić        | PAOK                | ?                            |
| P        | Wojciech Pawlowski  |                     | svincolato                   |
| P        | Rafael Romo         | AEL Limassol        | definitivo                   |
| D        | Igor Bubnjić        | Brescia             | prestito                     |
| D        | Agostino Camigliano | Juve Stabia         | prestito                     |
| D        | Mauro Coppolaro     | Latina              | prestito                     |
| D        | Maurizio Domizzi    | Venezia             | gratuito                     |
| D        | Pervis Estupiñán    | Granada             | prestito                     |
| D        | Emanuel Insúa       | Racing Club         | prestito                     |
| D        | Yrondu Musavu-King  | Tolosa              | prestito                     |
| D        | Neuton              |                     | svincolato                   |
| D        | Gabriel Silva       | Granada             | prestito                     |
| C        | Edenílson           | Genoa               | prestito                     |
| C        | Bruno Fernandes     | Sampdoria           | spesa prestito (1 milioni €) |
| C        | Guilherme           | Deportivo La Coruña | prestito                     |
| C        | Melker Hallberg     | Ascoli              | prestito                     |
| C        | Gaspar Iñíguez      | Tigre               | prestito                     |
| C        | Jadson              | Santa Cruz          | prestito                     |
| C        | Manuel Iturra       | Necaxa              | gratuito                     |
| C        | Nabil Jaadi         | Ascoli              | prestito                     |
| C        | Alexander Merkel    | Pisa                | definitivo                   |
| C        | Iván Piris          | Monterrey           | definitivo (1 milioni €)     |
| C        | Simone Pontisso     | SPAL                | prestito                     |
| C        | Jaime Romero        | Osasuna             | definitivo                   |
| C        | Gabriel Torje       | Terek Groznyj       | definitivo (1 milioni €)     |
| C        | Valerio Verre       | Pescara             | definitivo (4 milioni €)     |
| C        | Alexis Zapata       | Perugia             | prestito                     |
| C        | Piotr Zieliński     | Napoli              | definitivo (14 milioni €)    |
| A        | Rodrigo Aguirre     | Lugano              | prestito                     |
| A        | Antonio Di Natale   |                     | fine carriera                |
| A        | Hamdi Harbaoui      | Anderlecht          | ?                            |
| A        | Nico López          | Internacional       | definitivo (9.09 milioni €)  |
| A        | Davide Marsura      | Venezia             | definitivo                   |
| A        | Antonio Vutov       | Lecce               | prestito                     |

### Sessione invernale(dal 3/1 al 31/1)
| Acquisti | Acquisti        | Acquisti | Acquisti      |
| R.       | Nome            | da       | Modalità      |
| -------- | --------------- | -------- | ------------- |
| D        | Igor Bubnjić    | Brescia  | fine prestito |
| D        | Gabriel Silva   | Granada  | fine prestito |
| A        | Rodrigo Aguirre | Lugano   | fine prestito |
| A        | Kevin Lasagna   | Carpi    | definitivo    |
| A        | Antonio Vutov   | Lecce    | fine prestito |

| Cessioni | Cessioni            | Cessioni      | Cessioni      |
| R.       | Nome                | a             | Modalità      |
| -------- | ------------------- | ------------- | ------------- |
| D        | Molla Wagué         | Granada       | fine prestito |
| C        | Panagiōtīs Kone     | Granada       | prestito      |
| A        | Adalberto Peñaranda | Watford       | fine prestito |
| A        | Rodrigo Aguirre     | Nacional      | prestito      |
| A        | Antonio Vutov       | Botev Plovdiv | prestito      |

## Risultati

### Serie A

#### Girone di andata
| Arbitro: | Di Bello (Brindisi) |

|                                                    |           |  |
| Perotti 65’ (rig.), 75’ (rig.) Džeko 82’ Salah 84’ | Marcatori |  |

| Arbitro: | Maresca (Napoli) |

|                        |           |  |
| Felipe 3’ Perica 90+5’ | Marcatori |  |

| Arbitro: | Calvarese (Teramo) |

|  |           |            |
|  | Marcatori | 88’ Perica |

| Arbitro: | Pairetto (Nichelino) |

|            |           |                             |
| Zapata 24’ | Marcatori | 84’ Castro 90+5’ Cacciatore |

| Arbitro: | Mazzoleni (Bergamo) |

|                       |           |                                     |
| Zapata 26’ Danilo 45’ | Marcatori | 30’ Babacar 52’ (rig.) Bernardeschi |

| Arbitro: | Doveri (Volterra) |

|            |           |  |
| Defrel 34’ | Marcatori |  |

| Arbitro: | Russo (Avellino) |

|  |           |                             |
|  | Marcatori | 28’, 62’ Immobile 54’ Keita |

| Arbitro: | Gavillucci (Latina) |

|                        |           |            |
| Dybala 43’, 51’ (rig.) | Marcatori | 30’ Jankto |

| Arbitro: | Rocchi (Firenze) |

|                                            |           |              |
| Théréau 9’ (rig.), 71’ Zapata 90+3’ (rig.) | Marcatori | 74’ Aquilani |

| Arbitro: | Orsato (Schio) |

|                 |           |                             |
| Nestorovski 10’ | Marcatori | 36’ Théréau 74’, 79’ Fofana |

| Arbitro: | Tagliavento (Terni) |

|                        |           |                        |
| Théréau 60’ Zapata 70’ | Marcatori | 15’ Benassi 77’ Ljajic |

| Arbitro: | Manganiello (Pinerolo) |

|             |           |             |
| Ocampos 24’ | Marcatori | 11’ Théréau |

| Arbitro: | Banti (Livorno) |

|            |           |                  |
| Perica 59’ | Marcatori | 47’, 57’ Insigne |

| Arbitro: | Pairetto (Nichelino) |

|                           |           |            |
| Farias 35’ (rig.) Sau 58’ | Marcatori | 51’ Fofana |

| Arbitro: | Pasqua (Tivoli) |

|            |           |  |
| Danilo 93’ | Marcatori |  |

| Arbitro: | Maresca (Napoli) |

|            |           |                                   |
| Kurtic 47’ | Marcatori | 45’ Zapata 68’ Fofana 87’ Théréau |

| Arbitro: | Sacchi (Macerata) |

|                  |           |  |
| Théréau 43’, 61’ | Marcatori |  |

| Genova 22 dicembre 2016, ore 20.45 18ª giornata | Sampdoria           | 0 – 0 | Udinese | Luigi Ferraris (17526 spett.)\| Arbitro: \| Gavillucci (Latina) \| |
| Arbitro:                                        | Gavillucci (Latina) |       |         |                                                                    |

| Arbitro: | Doveri (Roma) |

|            |           |                     |
| Jankto 17’ | Marcatori | 45 +2’, 87’ Perisic |

#### Girone di ritorno
| Arbitro: | Damato (Barletta) |

|  |           |                |
|  | Marcatori | 12’ Nainggolan |

| Arbitro: | Russo (Nola) |

|                |           |  |
| Mchedlidze 82’ | Marcatori |  |

| Arbitro: | Banti (Livorno) |

|                         |           |                |
| Théréau 31’ De Paul 74’ | Marcatori | 8’ Bonaventura |

| Verona 5 febbraio 2017 23ª giornata | Chievo              | 0 – 0 referto | Udinese | Stadio Marcantonio Bentegodi\| Arbitro: \| Aureliano (Bologna) \| |
| Arbitro:                            | Aureliano (Bologna) |               |         |                                                                   |

| Arbitro: | Mariani (Aprilia) |

|                                                      |           |  |
| Borja Valero 41’ Babacar 62’ Bernardeschi 80’ (rig.) | Marcatori |  |

| Arbitro: | Tagliavento (Terni) |

|           |           |                 |
| Fofana 7’ | Marcatori | 70’, 79’ Defrel |

| Arbitro: | Pairetto (Nichelino) |

|                     |           |  |
| Immobile 73’ (rig.) | Marcatori |  |

| Arbitro: | Damato (Barletta) |

|            |           |             |
| Zapata 37’ | Marcatori | 60’ Bonucci |

| Arbitro: | Celi (Bari) |

|             |           |                                   |
| Muntari 84’ | Marcatori | 20’ Zapata 51’ Jankto 55’ Théréau |

| Arbitro: | Maresca (Napoli) |

|                                               |           |            |
| Théréau 42’ Zapata 60’ De Paul 68’ Jankto 80’ | Marcatori | 12’ Sallai |

| Arbitro: | Ghersini (Genova) |

|                         |           |                       |
| Moretti 70’ Belotti 83’ | Marcatori | 50’ Jankto 68’ Perica |

| Arbitro: | Mariani (Aprilia) |

|                             |           |  |
| De Paul 20’, 49’ Zapata 32’ | Marcatori |  |

| Arbitro: | Massa (Imperia) |

|                                    |           |  |
| Mertens 48’ Allan 63’ Callejon 72’ | Marcatori |  |

| Arbitro: | Marini (Roma) |

|                        |           |               |
| Perica 70’ Angella 73’ | Marcatori | 86’ Borriello |

| Arbitro: | Celi (Bari) |

|                                                |           |  |
| Destro 2’, 58’ Taider 45 +1’ Danilo 68’ (aut.) | Marcatori |  |

| Arbitro: | Di Bello (Brindisi) |

|            |           |               |
| Perica 53’ | Marcatori | 42’ Cristante |

| Arbitro: | Fabbri (Ravenna) |

|            |           |  |
| Rohdén 18’ | Marcatori |  |

| Arbitro: | Pinzani (Empoli) |

|            |           |                   |
| Théréau 5’ | Marcatori | 64’ (rig.) Muriel |

| Arbitro: | Di Paolo (Avezzano) |

|                                                          |           |                        |
| Edèr 5’, 54’ Perisic 18’ Brozović 36’ Angella 78’ (aut.) | Marcatori | 76’ Balic 90+2’ Zapata |

### Coppa Italia

#### Turni preliminari
| Arbitro: | Abisso (Palermo) |

|                        |           |                                    |
| De Paul 35’ Zapata 89’ | Marcatori | 37’ Valentini 40’ Okereke 59’ Nenê |

## Statistiche

### Statistiche di squadra
| Competizione | Punti | In casa | In casa | In casa | In casa | In casa | In casa | In trasferta | In trasferta | In trasferta | In trasferta | In trasferta | In trasferta | Totale | Totale | Totale | Totale | Totale | Totale | D.R. |
| Competizione | Punti | G       | V       | N       | P       | Gf      | Gs      | G            | V            | N            | P            | Gf           | Gs           | G      | V      | N      | P      | Gf     | Gs     | D.R. |
| ------------ | ----- | ------- | ------- | ------- | ------- | ------- | ------- | ------------ | ------------ | ------------ | ------------ | ------------ | ------------ | ------ | ------ | ------ | ------ | ------ | ------ | ---- |
| Serie A      | 45    | 19      | 8       | 5       | 6       | 30      | 23      | 19           | 4            | 4            | 11           | 17           | 33           | 38     | 12     | 9      | 17     | 47     | 56     | -9   |
| Coppa Italia | -     | 1       | 0       | 0       | 1       | 2       | 3       | 0            | 0            | 0            | 0            | 0            | 0            | 1      | 0      | 0      | 1      | 2      | 3      | -1   |
| Totale       | 44    | 20      | 8       | 5       | 7       | 32      | 26      | 19           | 4            | 4            | 11           | 17           | 33           | 39     | 12     | 9      | 18     | 49     | 59     | -10  |

### Andamento in campionato
| Giornata  | 1  | 2  | 3 | 4  | 5  | 6  | 7  | 8  | 9  | 10 | 11 | 12 | 13 | 14 | 15 | 16 | 17 | 18 | 19 | 20 | 21 | 22 | 23 | 24 | 25 | 26 | 27 | 28 | 29 | 30 | 31 | 32 | 33 | 34 | 35 | 36 | 37 | 38 |
| --------- | -- | -- | - | -- | -- | -- | -- | -- | -- | -- | -- | -- | -- | -- | -- | -- | -- | -- | -- | -- | -- | -- | -- | -- | -- | -- | -- | -- | -- | -- | -- | -- | -- | -- | -- | -- | -- | -- |
| Luogo     | T  | C  | T | C  | C  | T  | C  | T  | C  | T  | C  | T  | C  | T  | C  | T  | C  | T  | C  | C  | T  | C  | T  | T  | C  | T  | C  | T  | C  | T  | C  | T  | C  | T  | C  | T  | C  | T  |
| Risultato | P  | V  | V | P  | N  | P  | P  | P  | V  | V  | N  | N  | P  | P  | V  | V  | V  | N  | P  | P  | P  | V  | N  | P  | P  | P  | N  | V  | V  | N  | V  | P  | V  | P  | N  | P  | N  | P  |
| Posizione | 20 | 12 | 6 | 12 | 11 | 14 | 16 | 17 | 16 | 12 | 13 | 13 | 15 | 15 | 14 | 12 | 11 | 10 | 10 | 11 | 12 | 10 | 11 | 12 | 13 | 14 | 14 | 12 | 12 | 12 | 11 | 11 | 11 | 11 | 11 | 11 | 12 | 13 |

Fonte:  Serie A – Classifiche, su sport.sky.it, Sky Sport. URL consultato il 27 settembre 2016 (archiviato dall'url originale l'11 settembre 2014).
Legenda:

Luogo: C = Casa; T = Trasferta. Risultato: V = Vittoria; N = Pareggio; P = Sconfitta.